# Tiefstein
Der Tiefstein (auch Kapffelsen oder Kapf-Felsen) ist ein geschütztes Geotop im Naturschutzgebiet Kapfhalde. Die Felsnadel und das vollständige aufgeschlossene Profil des Trochitenkalk bis Trigonodusdolomit sind die besondere Merkmale des Geotops.

## Lage
Nord-östlich von Bietenhausen, nordwestliche von Hirrlingen und südlich Frommenhausen liegt das Geotop im östlichen Steilhang der Starzel. Die Felsnadel befindet sich auf der Gemarkung Frommenhausen, während das aufgeschlossene Profil sich auch auf der Gemarkung Hirrlingens erstreckt. Unterhalb des Geotops grenzt die Gemarkung Bietenhausens an den besonderen Teil des Prallhangs. Auch das FFH-Gebiet Neckar und Seitentäler erstreckt sich über das Gebiet.
Eine touristische Erschließung besteht über den Naturkundepfad Hirrlingen, von dort führt ein Rundwanderweg des Wanderwegenetzes an das Geotop.

## Beschreibung
Im knapp 1000 m langer und bis zu 90 m hohen, östlicher Steilhang zur Starzel erstreckt sich im mittleren Abschnitt des NSG Kapfhalde das stellenweise freigelegte Profil von insgesamt über 70 m Höhe.
Deutlich erkennbar sind die plattigen Nodosus-Schichten, d. h. versteinerte Kerne des Ammoniten, mit einer Schichthöhe von etwa 30 m und insbesondere die herausgearbeiteten, relativ kompakten Trigonodusdolomite (heute Rottweil-Formation). Von dem Trochitenkalk (mo1) bis zum Trigonodusdolomit (mo3) ist das Profil aufgeschlossen. Der Trigonodusdolomit bildet die ca. 20 m hohe Felsnadel (Kapffelsen). Unterhalb des Felsen befindet sich das Kapfloch, eine kleine Höhle mit einer Tiefe von 30 m und einer Höhe von ca. 2 m im Eingang und nach 5 m Länge sich auf 1 m verengt, in der Fledermäuse ein Winterquartier finden.
Stellenweise sind auch Blockhalden und Rutschhänge ausgebildet. Die Liegenden Trochiten-Schichten sind weitgehend verschüttet. Die Steilhänge liegen im Naturschutzgebiet Kapfhalde. Im Norden grenzt das Naturschutzgebiet an den Steinbruch Burgmühle.

## Naturschutz
Das Geotop ist durch die Verordnung 4.104 Kapfhalde vom Regierungspräsidium Tübingen (1983) geschützt.

## Historie

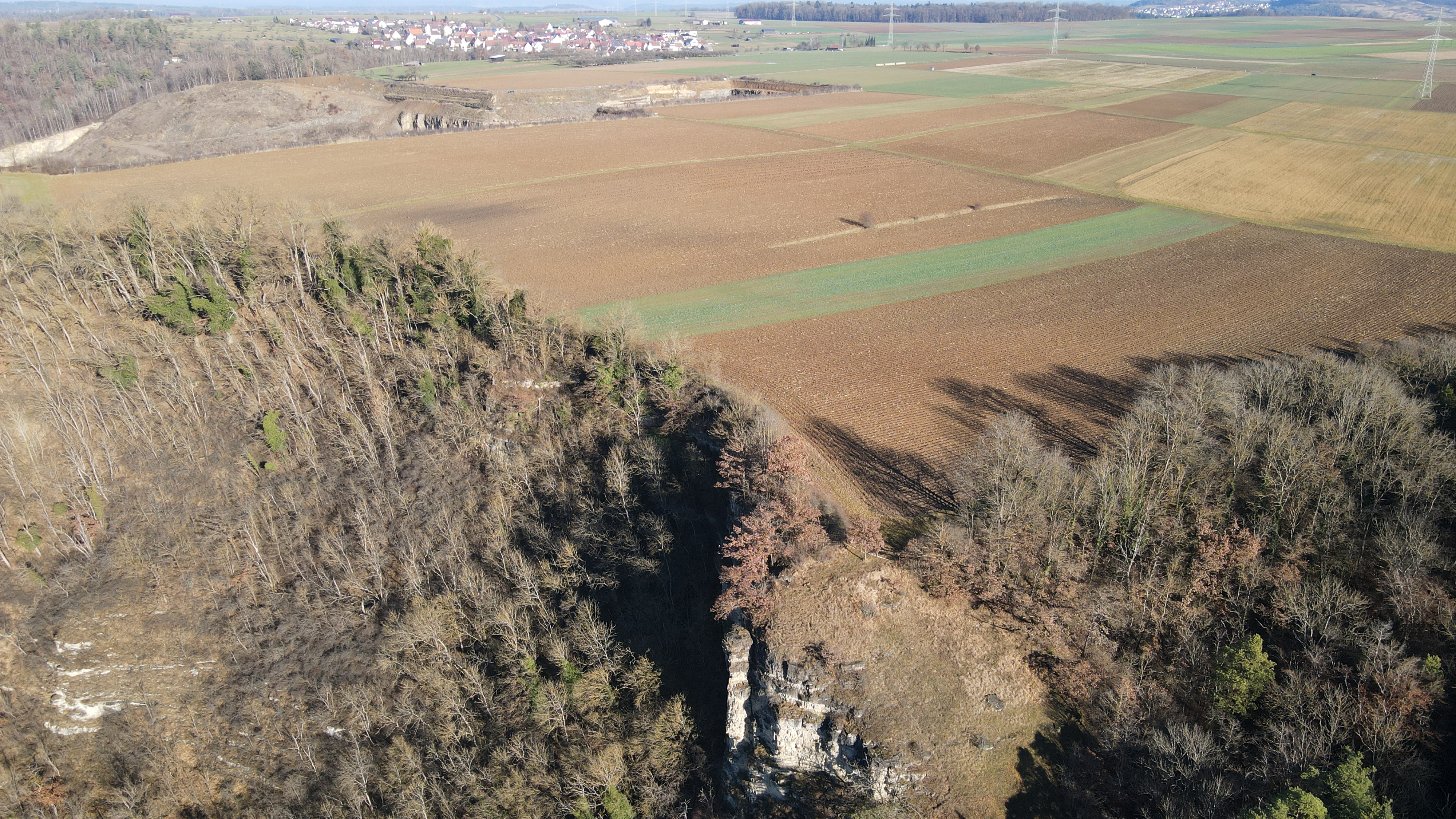
Luftbild aus südwestlicher Sicht

Tiefstein ist die ältere Bezeichnung des Geotops. Diese Bezeichnung lässt sich von der Lage in den Starzelhang ableiten. Denn mit ca. 30 m reicht er aus dem Hang in das Tal hinein. Kapffelsen oder auch Kapffhalde ist die neuere Bezeichnung im regionalen Sprachgebrauch. Kapf bedeutet so viel wie "gute Aussicht" oder "schauen".
Etwas nordöstliche ist eine jungsteinzeitliche Siedlung kartiert.